# Ignacio Don
Ignacio Óscar Don (Selva, Santiago del Estero, Argentina; 28 de febrero de 1982) es un exfutbolista paraguayo, de origen argentino, que se desempeña como portero.
Don fue campeón con Nacional en tres ocasiones, la última fue en el año 2013, trofeo que le permitió a su equipo acceder a la Copa Libertadores de América 2014 donde "La Academia" llegó hasta la final y la perdió ante San Lorenzo de Almagro luego de dejar en el camino a Vélez Sarsfield, Arsenal de Sarandí y Defensor Sporting. Incluso se le recuerda por haberle atajado un tiro penal al "legendario" Ronaldinho en uno de los partidos de la fase de grupos entre Atlético Mineiro y Nacional en Belo Horizonte.
Es hijo del intendente de la ciudad de Selva Oscar Ángel Don y Alda Lina Airaudo.
El 15 de septiembre de 2015 obtuvo la nacionalidad paraguaya luego de los trámites de rigor.
Tras llegar en el segundo semestre del 2016 a Club Cerro Porteño, fue relegado a la suplencia de Anthony Silva, dilatando su debut hasta el viernes 21 de octubre, en la igualdad a un gol contra Club General Díaz.
Su último club profesional fue el Club Libertad, donde se consagró campeón del Apertura 2022. Anunció su retiro el 6 de enero de 2023 a los 40 años.
En 2023, retoma al pueblo origen de su esposa (San José de la Esquina) y ficha por el club Arteaguense, de Arteaga, Santa Fe. Dónde permanece hasta fines de 2024; consiguiendo un título (Copa Federación).
En 2024, ficha por el club Centenario M,S,D y B, de San José de la Esquina, Santa Fe. Dónde consigue un título más, siendo este el campeonato absoluto de la Liga Interprovincial "Ramos F Pereira".
Cuando todo estaba dado para por fin ponerle un cierre a su exitosa carrera deportiva, llega una nueva oferta del Club Centenario, dónde actualmente está jugando al día de la fecha.

## Selección nacional
Aunque nunca fue convocado para partidos de la selección mayor de Paraguay ni en amistosos, participó plenamente por la misma en los Juegos Panamericanos de 2015.

## Clubes
| Club                | País     | Año       |
| ------------------- | -------- | --------- |
| Nacional            | Paraguay | 2005-2007 |
| Huachipato          | Chile    | 2007      |
| Nacional            | Paraguay | 2008-2009 |
| Rubio Ñu (préstamo) | Paraguay | 2010      |
| Nacional            | Paraguay | 2010-2016 |
| Cerro Porteño       | Paraguay | 2016-2017 |
| Guaraní             | Paraguay | 2018-2020 |
| Guaireña            | Paraguay | 2020-2021 |
| Libertad            | Paraguay | 2021-2023 |

## Palmarés
| Título          | Equipo        | País     | Año  |
| --------------- | ------------- | -------- | ---- |
| Torneo Clausura | Nacional      | Paraguay | 2009 |
| Torneo Apertura | Nacional      | Paraguay | 2011 |
| Torneo Apertura | Nacional      | Paraguay | 2013 |
| Torneo Clausura | Cerro Porteño | Paraguay | 2017 |
| Copa Paraguay   | Guaraní       | Paraguay | 2018 |
| Torneo Apertura | Libertad      | Paraguay | 2022 |

### Distinciones individuales
| Distinción                                       | Año  |
| ------------------------------------------------ | ---- |
| mejor arquero de la Primera División de PAraguay | 2011 |